# Stanley Kasongo Kakubo
Stanley Kasongo Kakubo (* 24. Mai 1980 in Livingstone, Sambia) ist ein sambischer Politiker der Vereinigten Partei für die nationale Entwicklung UPND (United Party for National Development), der seit 2016 Mitglied der Nationalversammlung (National Assembly of Zambia) ist sowie von 2021 bis 2023 Minister für Auswärtige Angelegenheiten und internationale Zusammenarbeit im Kabinett von Staatspräsident Hakainde Hichilema war.

## Leben
Stanley Kasongo Kakubo absolvierte seine Grundschul- und Mittelschulausbildung in Ndola und seine höhere Sekundarschulausbildung an der Hillcrest Technical Secondary School in Livingstone. Danach begann er zunächst ein Studium an der Fakultät für Naturwissenschaften der Universität von Sambia, das er jedoch ohne Abschluss abbrach. Danach begann er ein Studium im Fach Buchhaltung in London, wo er unter anderem auch als Devisenhändler beim Finanzdienstleistungsunternehmen American Express tätig war. Er erwarb ein Zertifikat für die Bereiche Außenhandel und Geldmärktte (Certificate in FOREX and Money Markets) und kehrte 2005 nach Sambia zurück, um nach dem Tode seines verstorbenen Vaters die Leitung der Farmen in Kapiri Mposhi zu übernehmen. Daneben war er später bei Zambia National Commercial Bank (Zanaco) tätig, der größten Geschäftsbank Sambias, und arbeitete dort erst als Makler in der Finanzabteilung und wurde zuletzt Manager für Geschäftsbeziehungen zu kleinen und mittleren Unternehmen. 2010 wurde er außerdem Vizepräsident der Financial Markets Association of Zambia, der Vereinigung der Finanzmärkte Sambias.
Bei den Wahlen am 11. August 2016 wurde er für die Vereinigte Partei für die nationale Entwicklung UPND (United Party for National Development) im Wahlkreis Kapiri Mposhi erstmals zum Mitglied der Nationalversammlung (National Assembly of Zambia) gewählt und bei den Wahlen am 12. August 2021 in diesem Wahlkreis wiedergewählt. Während seiner Parlamentszugehörigkeit gehörte er in der Legislaturperiode 2016 bis 2021 als Hinterbänkler (Backbencher) der Opposition an und war zwischen Oktober 2016 und September 2017 Mitglied des Ausschusses für Schätzungen (Estimates Committee) sowie daraufhin von September 2017 bis Mai 2021 Mitglied des Haushaltsausschusses (Budget Committee).
Im September 2021 wurde Stanley Kakubo, der geschieden ist, als Minister für Auswärtige Angelegenheiten und internationale Zusammenarbeit (Minister of Foreign Affairs and International Cooperation) in das Kabinett von Staatspräsident Hakainde Hichilema berufen.